# Jules Verne ATV

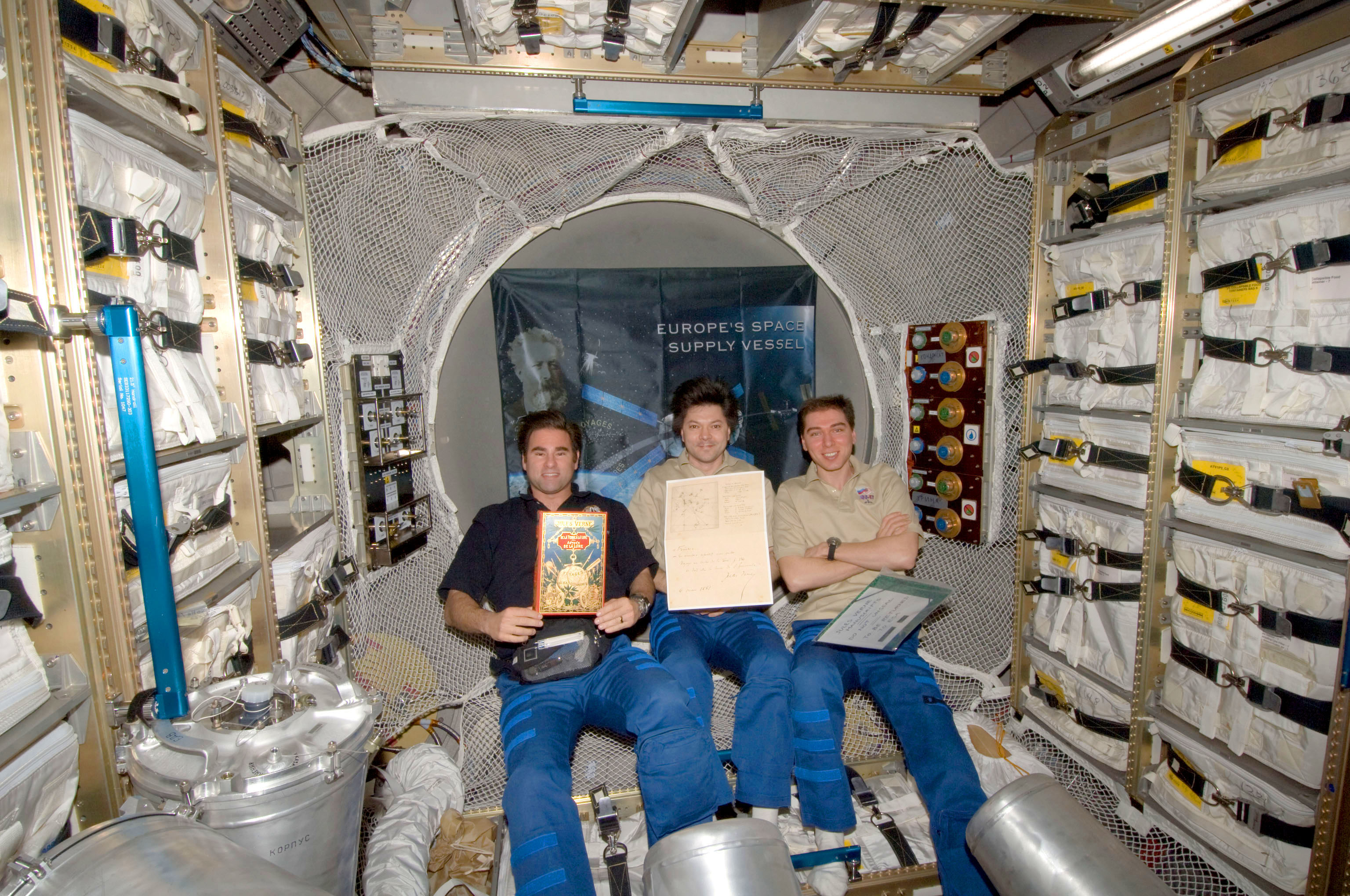
La partie pressurisée de l'ATV Jules Verne en orbite

ATV-001 Jules Verne est la première mission de l'ATV.

## Lancement
Le premier lancement (vol 181 d'Ariane) du Jules Verne a eu lieu le 9 mars 2008 à 01 h 03 (heure locale), 4 h 03 UTC. La fusée Ariane 5 ES a suivi une trajectoire très particulière (départ direction France métropolitaine), et son moteur Aestus a été allumé trois fois. Après une première phase propulsée au-dessus de l'océan Atlantique, l'étage supérieur EPS (pour Étage à propergols stockables) a été arrêté et après une longue phase balistique, c'est-à-dire sans aucune propulsion, au-dessus de l'Europe et de l'Asie, cet étage a été rallumé pour une deuxième poussée et c'est au-dessus du Pacifique Sud que l'ATV se sera séparé du lanceur.
Comme lors de tout lancement d'Ariane, les données de télémesure, faisant état du comportement du lanceur et des évènements importants survenus, émises pendant les phases propulsées, ont été reçues par un réseau de stations qualifié d'atypique car constitué de moyens et de lieux en grande partie nouveaux. Ce réseau est constitué de, outre la station habituelle de Kourou :
- la Station Navale Ariane (SNA), mobile, embarquée sur un navire au nord de l'Amérique du Sud, déjà utilisée lors de certains lancements
- une nouvelle station fixe sur un site créé sur l'île de Santa Maria aux Açores
- une station fixe de l'Institut de Recherche en Télécommunications située à Adélaïde
- une station mobile installée sur un nouveau site, créé à Awarua, près d'Invercargill au sud de la Nouvelle-Zélande. C'est cette dernière station qui aura reçu l'information de séparation de l'ATV du lanceur.

Enfin, à l'issue d'une orbite complète, une dernière station, située au Sud-Ouest de l'Australie, à Dongara, aura permis de suivre un troisième allumage de l'EPS, cette dernière poussée ayant pour but de désorbiter l'étage supérieur d'Ariane 5 pour le précipiter dans l'océan Pacifique.

## Validation de la procédure d'urgence anti-collision
L'ATV dispose d'un dispositif nommé collision avoidance manoeuvre, ou CAM, qui peut être activé depuis le sol ou bien de manière automatique par le monitoring and safety unit si la situation d'amarrage présente un risque de collision. Le mode de fonctionnement de la procédure est complètement indépendant des organes primaires de l'ATV. Le système informatique et les logiciels sont physiquement différents, l'alimentation se fait par des batteries séparées. Le but, en cas de risque de collision, est d'allumer des moteurs durant 3 minutes, pour provoquer un freinage d'urgence, puis éloigner le vaisseau de la station. Un calculateur de bord choisit une trajectoire pour mener l'ATV hors d'une zone nommée Keep out sphere, sphère virtuelle de 200 mètres de rayon autour du centre de gravité de la station. Cette procédure induit l'arrêt des systèmes de l'ATV et l'activation d'un mode de survie. La manœuvre est modélisée par l'ESA dans le lien suivant : Manœuvre anti-collision. Le 14 mars 2008 à 10 h 45 CET, le test du CAM s'est révélé positif.

## Amarrage à la station spatiale

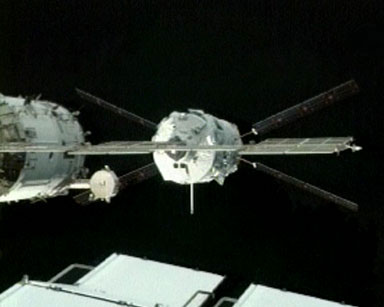
Amarrage de l'ATV-1 le 3 avril 2008.

L'amarrage de l'ATV Jules Verne à la station spatiale internationale (ISS) a lieu le 3 avril 2008 comme prévu, en mode automatique. La séquence d'approche finale a débuté à 10 h 32 (TU), le vaisseau se trouvait alors à 39 km derrière ISS. Il a alors navigué par GPS et s'est approché jusqu'à un point situé à 3,5 km où il s'est arrêté pendant 30 minutes, le temps que l'équipage de la station fasse des tests d'arrêt et de recul. Il est ensuite reparti à une vitesse de 40 cm/s avant de s'arrêter pendant 37 minutes à 249 m de la station. À 13 h 53, les instruments laser sont mis en marche. Puis il entame une approche à la vitesse de 7 cm/s pour s'arrêter 15 minutes à 19 m d'ISS. Il est alors 14 h 14 (TU). Il reprend ensuite sa course s'arrêtant une dernière fois à 11 m pendant 6 minutes. Arrivé à 1 m, les astronautes ne pouvaient plus intervenir. Finalement, le contact eut lieu à 14 h 45 min 30 s (TU) et la fermeture des crochets de jonction à 14 h 52 (TU).
Les astronautes n'ouvrent l'écoutille de l'ATV  que le 4 avril pour y placer un appareil de filtrage de l'air. Le lendemain à 8 h 30 (TU), l'équipage a pu allumer la lumière, débrancher l'appareil de filtrage, amener des appareils respiratoires portables et un extincteur. Le premier voyage de l'ATV a amené 9 357 kg de charges dont 3 556 kg d'ergols. La charge cargo était constituée de 1 150 kg de vêtements, équipements et nourriture, 269 kg d'eau, 21 kg d'oxygène. Cet amarrage est une étape importante pour l'Agence spatiale européenne qui dispose désormais d'un vaisseau cargo opérationnel.